# マレーヤマアラシ
マレーヤマアラシ(Hystrix brachyura)は、哺乳綱齧歯目ヤマアラシ科ヤマアラシ属に分類される齧歯類。

## 分布
インド北東部、インドネシア（スマトラ島、ボルネオ島）、タイ王国、中華人民共和国中部および南部、ネパール、ベトナム、マレーシア、ミャンマー、ラオス

## 形態
頭胴長（体長）70センチメートル。尾長10センチメートル。体重8キログラム。上半身は暗褐色の短い、下半身は黒い横縞の入る長い棘状の体毛で被われる。頭部には鬣がないか、あってもは15センチメートル以下とあまり発達しない。

## 生態
森林や藪地に生息する。夜行性で、採食は薄明薄暮時に行う。ペアで生活する。巣穴を掘りその中で休む。危険を感じると後ろを向いて突進する。
植物の塊茎や根などを食べる。
繁殖形態は胎生。春季に、1回に2頭の幼獣を産む。

## 人間との関係
生息地では食用とされたり、薬用になると信じられていることもある。
分布域が広いことから、絶滅のおそれは低いと考えられている。一方で地域によっては、ダム建設や道路建設などによる生息地の破壊による影響が懸念されている。